# 鹿妻穴堰
鹿妻穴堰（かづまあなぜき）は、岩手県の北上盆地北部を潤す農業用の用水路である。岩手県盛岡市上太田穴口に頭首工が所在し、慶長年間（1596年-1615年）に完成して以降現在も維持管理が行われている。今に至るも県下最大を誇る用水堰であり、疏水百選に選ばれている。

## 概要
鹿妻穴堰は北上川水系の雫石川から分水し、盛岡市から紫波郡の矢巾町、紫波町を通る用水路で、旧鹿妻村地域に引水することを目的としていたことに由来している。

### 歴史
盛岡市・紫波郡の北上川西部に灌漑する県下最大の用水堰で、開削の年代は慶長年間（慶長2年及び慶長4年）とされる。一説には盛岡城の築城に際し、盛岡藩祖・南部信直が水争いの絶えない鹿妻、太田地域に引水するため金山師・鎌津田甚六に命じて作らせたといわれる。当時の雫石川は暴れ川として有名であったが、川に突き出た剣長根の岩山を掘ることで安定した取水口を完成させた。掘削工事は難航したが、甚六は鉱山の採掘技術をもって長さ六間（12m）、巾一間（2m）のトンネルを開削したとされる。
この付近には古くから金や鉛の鉱脈があるといわれており、特に鉱脈の多かった穴口では甚六が試掘を行い、金の採鉱と開田を兼ねての穴堰掘削を藩に提議したと伝わる。明治2年（1869年）に藩が新政府に提出した「御領中諸鉱山取調帳」にも当地付近が金・銀山と記されている。穴口では最近まで凝灰岩中に胚胎する含金銀石英脈が観察でき、自然金が肉眼鉱として存在した。
「南部藩日誌」には、寛永21年（1644年）4月の条に鹿妻堰普請を指令している記事が見え、藩では鹿妻堰を藩御用の用水として、鹿妻堰奉行、堰繕普請奉行を任命していた。鹿妻穴堰の完成によって付近は県内有数の穀倉地帯となり、明治44年（1911年）発刊の「南部史要」では「水利の及ぶところ極めて広く、その末流数十脈に分る、最も大なるものは上鹿妻、中鹿妻、下鹿妻、新鹿妻の四にして岩手志和両郡に亙り、この水路により畑の変じて良田となれるもの三万石を下らすという」と記載されている。鹿妻穴堰掘削後、大欠堰と呼ばれる新たな用水路を掘削する計画があったが、水漏れにより中止になったと云われる。
その後幾度かの改修を経て、現在は「鹿妻穴堰土地改良区」の管理となっている。

## 流域の自治体
岩手県
盛岡市、紫波郡矢巾町、紫波郡紫波町